# Luca Manzoli
Luca Manzoli (Pontorme, c. 1331 - Florencia, 14 de septiembre de 1411) fue un religioso italiano. 
Nacido en el seno de una familia noble de la República de Florencia, profeso desde la infancia en la orden de los humiliati y doctorado en teología, era abad del monasterio de Ognissanti cuando en agosto de 1408 fue nombrado obispo de Fiesole.
Gregorio XII le creó cardenal en el consistorio celebrado en septiembre del mismo año, recibiendo el título de San Lorenzo in Lucina, en cuya dignidad ofició como legado en Florencia y en Cittá di Castello. Sin embargo no mantuvo mucho tiempo el capelo: buscando una solución al Cisma de Occidente en el que el papa de Roma se disputaba el pontificado con Benedicto XIII de Aviñón, en 1409 un grupo de cardenales entre los que se encontraba Manzoli se reunió en el Concilio de Pisa para elegir a Alejandro V como sustituto de ambos papas, y Gregorio XII, descontento de su deslealtad, le destituyó del cardenalato. 
Fallecido en 1411 a los ochenta años en opinión de santidad, fue sepultado en el monasterio de Ognissanti. 